# Weet.
Weet Magazine - ook wel Weet. -  is een Nederlands populairwetenschappelijk tijdschrift voor jongvolwassenen dat wetenschappelijke onderwerpen beschrijft vanuit een orthodox-christelijk perspectief. Het tijdschrift verscheen voor het eerst in 2010. 

## Glossy formaat
Het tijdschrift verschijnt zes maal per jaar. De eerste uitgave verscheen in 2010 in glossyformaat met een oplage van 16.000 exemplaren. Tot november 2018 werd Weet Magazine uitgegeven door Christelijke Tijdschriften B.V., en sindsdien is het blad zelfstandig verder gegaan. Initiatiefnemer voor de oprichting van het blad was de werkgroep Creatie.info.
In 2019 had Weet Magazine ruim 11.000 abonnees.

## Creationisme
Het creationisme dient als uitgangspunt; hierdoor wordt het blad, dat zichzelf presenteert als populairwetenschappelijk, eerder als pseudowetenschappelijk beschouwd in wetenschappelijke kring.
Het creationistische karakter komt vooral naar voren in artikelen over geologie, paleontologie, astronomie, biologie en wereldgeschiedenis, omdat een schepper en de zondvloed als uitgangspunten gehanteerd worden. Daarnaast bevat het blad ook artikelen over recente ontdekkingen en uitvindingen.